# Antiblemma extima
Antiblemma extima är en fjärilsart som beskrevs av Walker 1858. Antiblemma extima ingår i släktet Antiblemma och familjen nattflyn. Inga underarter finns listade i Catalogue of Life.